# Valle del Alagón
El valle del Alagón es una comarca de la provincia de Cáceres, en España. Con una extensión de 1752 km², esta comarca se sitúa al noroeste de dicha provincia, entre la Sierra de Gata y el río Tajo, haciendo frontera con Portugal por Zarza la Mayor.
Históricamente, la comarca está formada por las localidades que formaban el Señorío de Galisteo y la Tierra de Coria, junto con los pueblos de la Tierra de Alcántara situados al norte del Tajo. En la actualidad, en la comarca hay 27 municipios, agrupados en dos mancomunidades: Valle del Alagón al norte y Rivera de Fresnedosa al sur. Las capitales de dichas mancomunidades son Pozuelo de Zarzón y Torrejoncillo, respectivamente.
La localidad más importante y única ciudad de la comarca es Coria. También son conocidos en el exterior otros pueblos de la comarca, como Montehermoso y Torrejoncillo por ser destacados centros de artesanía, Galisteo por las murallas que rodean a la localidad, Portezuelo por su castillo o Acehúche por el queso al que da nombre.

## Situación y límites
La comarca está localizada al noroeste de la provincia de Cáceres. Limita con:
- Sierra de Gata al noroeste.
- Tierras de Granadilla al norte.
- Plasencia al este.
- Portugal al oeste.
- Mancomunidad Tajo-Salor al sur.
- Comarca de Monfragüe al sureste.

## Municipios
| Municipio            | Población (2019) | Superficie | Densidad |
| -------------------- | ---------------- | ---------- | -------- |
| Aceituna (Cáceres)   | 607              | 40         | 15,18    |
| Acehúche             | 801              | 91,06      | 8,80     |
| Alagón del Río       | 932              | 14,29      | 65,22    |
| Aldehuela de Jerte   | 364              | 11,76      | 30,95    |
| Cachorrilla          | 82               | 41,38      | 1,98     |
| Calzadilla           | 475              | 76,34      | 6,22     |
| Carcaboso            | 1100             | 20,3       | 54,19    |
| Casas de Don Gómez   | 289              | 31,16      | 9,27     |
| Casillas de Coria    | 349              | 61,97      | 5,63     |
| Ceclavín             | 1840             | 159        | 11,57    |
| Coria                | 12478            | 103        | 121,15   |
| Galisteo             | 918              | 79,52      | 11,54    |
| Guijo de Coria       | 197              | 74,75      | 2,64     |
| Guijo de Galisteo    | 1513             | 62,28      | 24,29    |
| Holguera             | 641              | 37,19      | 17,24    |
| Huélaga              | 220              | 11         | 20       |
| Montehermoso         | 5739             | 96         | 59,78    |
| Morcillo             | 371              | 16,23      | 22,86    |
| Pescueza             | 148              | 52         | 2,85     |
| Portaje              | 355              | 100,55     | 3,53     |
| Portezuelo (Cáceres) | 218              | 126        | 1,73     |
| Pozuelo de Zarzón    | 475              | 47         | 10,11    |
| Riolobos             | 1231             | 49,49      | 24,87    |
| Torrejoncillo        | 2935             | 94,54      | 31,05    |
| Valdeobispo          | 656              | 42,1       | 15,58    |
| Villa del Campo      | 487              | 57         | 8,54     |
| Zarza la Mayor       | 1228             | 170,28     | 7,21     |
| Total                | 36649            | 980,71     | 37,37    |

## Asociaciones
La comarca está administrada por la Asociación para el Desarrollo del Valle del Alagón (ADESVAL), asociación no lucrativa fundada en 1994 y que engloba a 27 municipios.

## Fiestas
En las localidades de la comarca se celebran las siguientes fiestas:
- San Sebastián, el 20 de enero. Fiesta de interés turístico en Acehúche con el nombre de Las Carantoñas. Fiestas patronales en Aceituna y Cachorrilla.
- Las Candelas, el 2 de febrero. Fiesta en Guijo de Galisteo y Villa del Campo.
- San Blas, el 3 de febrero. Fiesta de interés turístico en Montehermoso con el nombre de fiesta de Los Negritos. Fiestas patronales en Aldehuela del Jerte.Fiestas patronales en Riolobos. Fiesta en Guijo de Coria.
- Romerías. Se celebran luego de la Semana Santa en honor a diversos santos. Se celebra el primer domingo después de Semana Santa en Acehúche, Portaje y Valdeobispo, el lunes de cruces en Calzadilla, el lunes siguiente al segundo domingo de mayo en Coria, el día de San Isidro en Galisteo, el último sábado de abril o primero de mayo en Guijo de Coria, el segundo domingo después de Semana Santa en Guijo de Galisteo y Montehermoso y el segundo lunes después del Domingo de Resurrección en Pozuelo de Zarzón, Torrejoncillo y Villa del Campo.
- Cruz de Mayo, primer domingo de mayo en Carcaboso.
- La Maya, el 3 de mayo en Valdeobispo.
- San Gregorio, el 9 y 10 de mayo. Fiestas patronales en Pozuelo de Zarzón.
- San Antón o San Antonio, el 13 de junio. Fiesta en Aldehuela de Jerte y Guijo de Galisteo.
- San Juan Bautista, el 24 de junio. Fiesta de interés turístico en Coria. Fiesta en Guijo de Coria.
- Santa Marina, el 18 de julio. Fiestas patronales en Aceituna.
- Fiestas de verano no patronales. Se celebran en agosto en pueblos que no celebran a ningún patrón en ese tiempo, tales como Acehúche, Riolobos, Portaje, Pozuelo de Zarzón o Torrejoncillo.
- San Periquín. Fiestas patronales en Huélaga el 31 de julio y el 1 y 2 de agosto.
- Los Cristinos, la primera quincena de agosto en Calzadilla.
- La Asunción, el 15 de agosto en Galisteo y Guijo de Coria.
- San Roque el Chico, el 16 de agosto en Valdeobispo.
- San Bartolomé, el 24 de agosto. Fiestas patronales en Montehermoso, Zarza la Mayor.
- Virgen de Valdefuentes, el 6 de septiembre en Montehermoso.
- El Cristo o Los Cristos, a mediados de septiembre en Calzadilla, Alagón del Río, Guijo de Galisteo y Villa del Campo.
- San Roque el Grande, el 15 de septiembre en Valdeobispo.
- Santos Faustino y Jovita, el 20 y 21 de septiembre. Fiestas patronales en Carcaboso.
- Santa Catalina, el 25 de noviembre en  Riolobos.
- La Encamisá de Torrejoncillo, el 7 de diciembre. Fiesta de interés turístico en Torrejoncillo.
- La Machorrita, el 23 y 24 de diciembre en Acehúche y Ceclavín
- El Niño Dios, 24 de diciembre en Galisteo.
- San Esteban, el 26 de diciembre. Fiestas patronales en el Guijo de Coria.
- Virgen del Encinar Ceclavín.
- San Miguel y San Marcos Ceclavín.
- La Borrasca Ceclavín.
- El día del emigrante Ceclavín.
- El Sermón de Gracia (Romería a la ermita de la Virgen del Encinar) el Martes de Pascua Ceclavín.

## Curiosidades
La comarca es una zona llana con amplios regadíos en la parte del río Alagón más próxima a su desembocadura en el Tajo. Su nombre oficial es Valle del Alagón, aunque como nombre para comarca natural es erróneo, ya que el río Alagón no se sitúa entre montañas en esta comarca, y por tanto no es un valle, sino una vega.